# Ampelioides tschudii
Ampelioides tschudii là một loài chim trong họ Cotingidae.